# 阿尔比索拉马里纳
阿尔比索拉马里纳（義大利語：Albissola Marina）是意大利利古里亚大区萨沃纳省的一个市镇，距离省府萨沃纳约4公里。